# Armand E. Singer
Armand Edward Singer (geboren am 30. November 1914 in Detroit, Michigan; gestorben am 12. Juli 2007 in Morgantown, West Virginia) war ein US-amerikanischer Romanist und Hochschullehrer an der West Virginia University. Er war der erste Don-Juan-Bibliograph und gilt als der bedeutendste.

## Leben und Werk
Singer wurde als einziges Kind von Elvin Satori Singer and Fredericka Elizabeth (Edwards) Singer Goetz geboren und absolvierte seine Ausbildung am Amherst College in Massachusetts und an der Duke University in Durham, North Carolina. Im Jahr 1939 erhielt er ein Diplom der Université de Paris, ab 1940 unterrichtete er Spanisch und Französisch an der West Virginia University (WVU), deren Lehrkörper er vierzig Jahre lang, bis zu seiner Emeritierung, angehören sollte. 1944 absolvierte er seinen Ph.D. an der Duke University, 1947 wurde er zum Assistent Professor der WVU ernannt, 1955 zum Associate Professor. Im Jahr 1960 wurde ihm der Lehrstuhl für Romanische Sprachen übertragen. Von 1963 bis 1972 fungierte er zusätzlich als Chair der Humanistischen Fakultät der WVU. Singer blieb der Universität auch im Ruhestand verbunden, leitete bis 1995 einen Graduiertenkurs zu Forschungsmethoden und unterrichtete auch im Appalachian Lifelong Learners Studiengang.
Ab den 1940er Jahren befasste er sich mit dem Don-Juan-Stoff, dessen bibliographische Erfassung ihn bis 2005 beschäftigte und die sich zu seinem wissenschaftlichen Lebenswerk entwickelte. Singer engagierte sich an seiner Universität stark für Forschungsfragen und übernahm eine Vielzahl von Funktionen sowohl am Campus, als auch in einer Reihe wissenschaftlicher Gesellschaften. Von 1948 bis 2007 war er Redakteur bzw. Herausgeber der Zeitschrift West Virginia University Philological Papers tätig, die überwiegend der Erforschung von Literatur und Film gewidmet ist. 1976 erschien seine Monographie über den französischen Romancier Paul Bourget und im selben Jahr übernahm er die Leitung des ersten, danach alljährlich an der WVU organisierten Kolloquiums über Literatur und Film, welches er bis 2005 noch weitere zwölf Male organisieren sollte. Er war auch aktives Mitglied der Phi Beta Kappa Honor Society und bekannt für seine amüsanten und hochinformativen Vorträge zur Geschichte der Gesellschaft, die er zwanzig Jahre lang anlässlich der Aufnahmezeremonien neuer Mitglieder hielt.
Singer pflegte eine Reihe von Hobbys, neben der Philatelie das Verfassen von Limericks, Reisen, Wandern und Jazz. In einigen Bereichen vertiefte er sein Wissen derart, dass daraus Vorträge, Aufsätze, Buchpublikationen und Funktionen in diversen Vereinigungen entstanden. Beispielsweise bereiste er Länder aller Kontinente sowie den Nord- und den Südpol, durchwanderte fünfzehn Mal den Grand Canyon, begann noch im hohen Alter mit dem Fallschirmspringen und gab den Band Essays on the Literature of Mountaineering heraus. Er gehörte der American Philatelic Society an, galt als weltweit renommierter Experte für Briefmarken aus Nepal und Tibet und publizierte in den 1990er Jahren Standardwerke zu diesen Spezialgebieten. 1996 und 2004 gab er bei Randy Billy Goat Press in Boston zwei Bände mit Limericks heraus.
Singer war 64 Jahre lang mit Mary Rebecca White Singer verheiratet, die vor ihm verstarb. Das Paar hat eine Tochter, Fredericka Ann Hill.

## Don Juan Bibliographie
Zeit seines Lebens beschäftigte sich Singer mit der Bibliographie des Don-Juan-Stoffes. 1954 erschien ein erster bibliographischer Band von 174 Seiten im West Virginia University Bulletin: A Bibliography of the Don Juan Theme. Versions and Criticism. In den Jahren 1956, 1958 und 1959 veröffentlichte Singer Ergänzungen, die er schließlich 1965 in die nunmehr 370 Seiten starke Zweitauflage des Bandes integrierte. In den Jahren 1966 bis 1990 erschienen weitere fünf Ergänzungen, bevor er 1993 das Werk neu fasste, die Sekundärliteratur wegließ, die Originalquellen jedoch auf nunmehr 415 Seiten als The Don Juan Theme veröffentlichte. Supplemente zu diesem Band erschienen 1998 und 2003, wiederum im West Virginia University Bulletin wie auch alle vorherigen und die Neuauflagen. Eine letzte Ergänzung aus dem Jahr 2005 wurde im Internet veröffentlicht.
Die Rechte an dieser Bibliographie übertrug Singer noch zu Lebzeiten dem Wiener Theaterwissenschaftler Hans Ernst Weidinger, der dieses Werk im Rahmen des Don Juan Archivs Wien digitalisieren und online zugänglich machen ließ.

## Buchpublikationen (Auswahl)
- A Bibliography of the Don Juan Theme. Versions and Criticism. In: West Virginia University Bulletin. Series 54. No.10-1, April 1954. 174 pp. Morgantown: West Virginia University Press.
  - Zweitauflage 1965
- The Don Juan Theme: An Annotated Bibliography of Versions, Analogues, Uses, and Adaptations. Morgantown: West Virginia University Press 1993